# Purpurmönchspilz

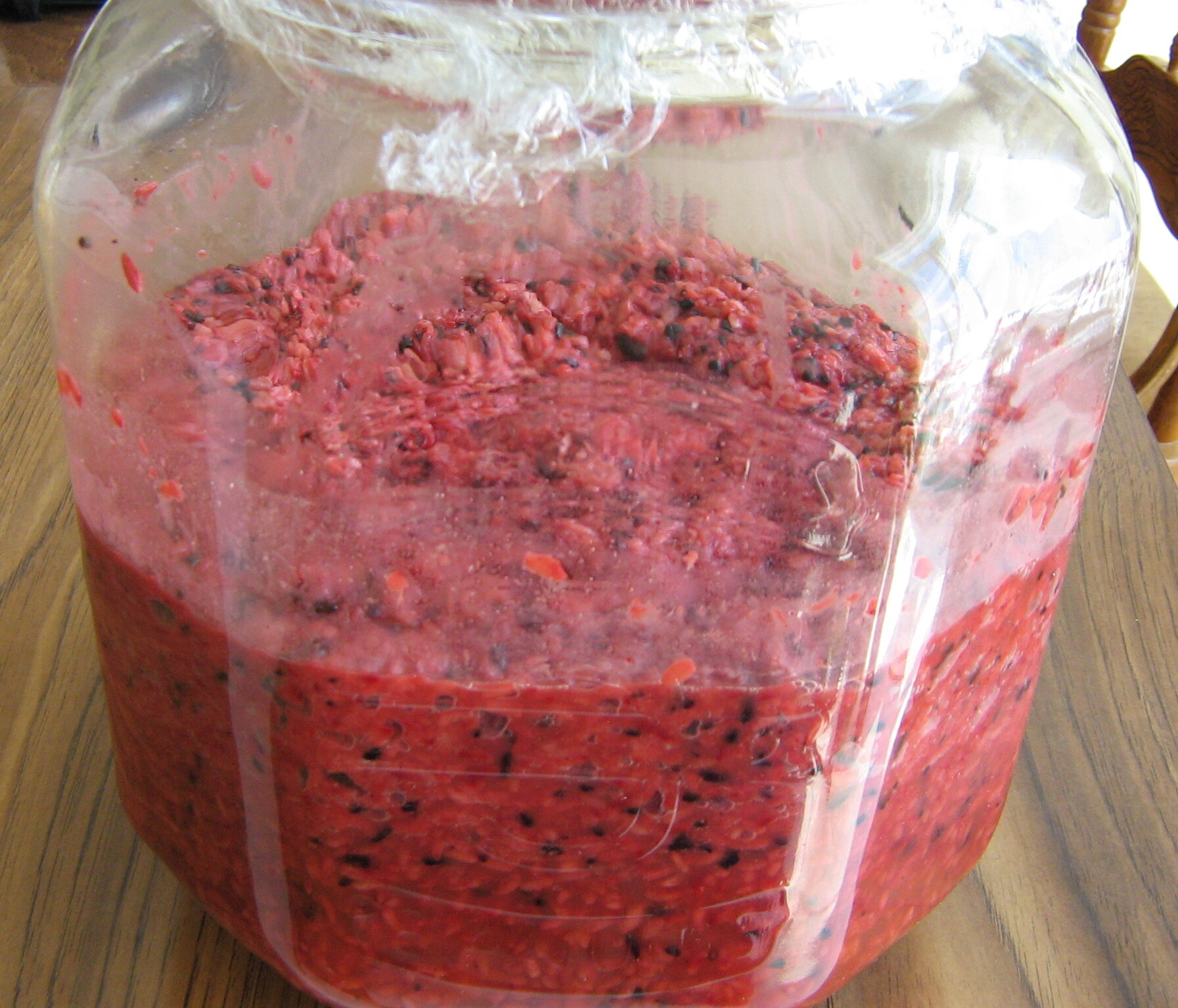
Monascus purpureus wird traditionell verwendet, um roten Reiswein zu produzieren

Der Purpurmönchspilz (Monascus purpureus (Went, 1895), auch Monascus anka) chinesisch 紅麴黴, Pinyin hóng qū méi ist die bekannteste Art der Gattung Monascus. Durch seine produzierten Sekundärstoffe ist er als Schimmelpilz häufig für den Verderb von Lebensmittel verantwortlich, insbesondere von Fruchtsäften und Fleisch.

## Merkmale
Das Myzel ist schütter bis dicht, die Hyphen sind unregelmäßig verzweigt. Sie sind durchscheinend, mit Öltröpfchen (guttulat), nicht regelmäßig dick und drei bis fünf Mikrometer breit. Die Zellwände haben oft kristallene Ablagerungen, in der Masse sind sie orange-rot. in der Nebenfruchtform werden sogenannte Aleuriokonidien einzeln oder in kurzen Ketten gebildet, meist am Ende einer Hyphe, aber manchmal auch seitlich oder sympodial. Sie sind fast birnenförmig bis kugelig, durchscheinend und deutlich gestutzt am Grund. Bisweilen besitzen sie Öltröpchen, mit dicken glatten Wänden und sind 8–11 µm mal 8–10 µm groß, in Ausnahmen bis zu 16 µm im Durchmesser.
In der Hauptfruchtform werden als Fruchtkörper Kleistothecien gebildet. Diese sind kugelig, entstehen aus einer einzelnen stielähnlichen Hyphe, sind 45–60, selten auch 25–70 µm groß. Das Peridium, die Außenhaut bleibt durchscheinend, ist 2–4, selten auch bis zu 5 µm dick und besteht aus Hyphen, die zu einem häutchenartigen Sack verwoben sind. die Schläuche sind im frühen Stadium nicht von Dauer, wodurch der Fruchtkörper mit einer kompakten Sporenmasse ausgefüllt wird. Die Sporen reifen mehr oder weniger gleichzeitig, sie sind breit elliptisch, durchscheinend, glatt und werden 6–7 × 4,5–5 µm groß.
Auf Malzextrakt-Agar sind die Kolonien nach 7 Tagen und 25 °C 15–22 mm groß, flach, schütter bis moderat dicht, und normalerweise flockig. Das Myzel ist zuerst weiß, wird dann aber bei reif stark pigmentiert mit orangen und roten Schattierungen, sie entwicklich reichlich sowohl Kleistothecien als auch Konidien. Auf Czapek-Hefe-Agar werden die Kolonien nach 7 Tagen und 25 °C 12–18 mm groß und sind schütter und flach, die Oberflächentextur ist flockig. Das Myzel ist weiß oder rötlich und entwickeln Kleistothecien und/oder Konidien, je nach Stamm. Ein lösliches oranges oder pinkfarbenes Pigment wird produziert.

## Bedeutung
Die Bildung von Pigmenten und toxikologisch relevanten Inhaltsstoffen ist von einer Vielzahl von Faktoren abhängig wie dem Substrat, dem pH-Wert, der Temperatur und der Feuchtigkeit.
So wird Monascus purpureus in ostasiatischen Ländern wie China und Japan auch traditionell zur Produktion von fermentierten Lebensmitteln eingesetzt, insbesondere dem roten Reiswein. Zur Gewinnung von Ang-Kak werden Reiskörner mit dem Pilz und einer Stickstoffquelle wie Hefeextrakt oder Nitrat etwa 3 Wochen bei 25–30 °C inkubiert und nach Trocknung gemahlen als purpurne Lebensfarbe oder Medikament innerhalb der Traditionellen Chinesischen Medizin eingesetzt.
2018 wurden Forschungsergebnisse veröffentlicht, wie Monascus purpureus seine Farbpigmente synthetisiert. Sie bestehen aus Azaphilonen und ihren Stoffwechselabkömmlingen. Es gibt sechs primäre Komponenten, die alle ähnlich gebildet werden: zwei gelbe Pigmente (Ankaflavin und Monascin), zwei orange Pigmente (Monascorubin und Rubropunctain) und zwei rote Pigmente (Monascorburamin und Rubropunctamin). All sechs entstehen durch ein Zusammenwirken zweier Enzyme, der Polyketidsynthase (PKS) und der Fettsäure-Synthase (FAS). Im ersten Schritt wird durch die Typ-1-PKS eine Ketonkette erzeugt, die eine Knoevenagel-Reaktion durchläuft. Der zweite Schritt ist die Bildung einer Fettsäure über den FAS-Weg. Aus der β-Keto-Säure entsteht durch eine Umesterung eines der beiden orangen Pigmente. An diesem Punkt können die Verbindungen entweder reduziert werden, um eines der gelben Pigmente zu bilden, oder aminiert werden, um eines der roten Pigmente zu bilden.
Rotschimmelreis enthält neben anderen Inhaltsstoffen auch Monacolin K, das dem Statin Lovastatin entspricht. Lovastatin hemmt die Cholesterinsynthese und wird in der Humanmedizin zur Behandlung von Fettstoffwechselstörungen eingesetzt. Zu den häufigsten möglichen unerwünschten Wirkungen von Lovastatin gehören Kopfschmerzen, Schwindel, Sehstörungen, Verdauungsbeschwerden, Hautausschläge, Muskelkrämpfe und Muskelschmerzen. Rotschimmelreis kann zudem das nierentoxische und mutagene Mykotoxin Citrinin enthalten, weshalb er in den USA und Europa nicht in Verkehr gebracht werden darf.

## Externe Links zu erwähnten Verbindungen
1. ↑  Externe Identifikatoren von bzw. Datenbank-Links zu Ankaflavin:  CAS-Nr.: 50980-32-0, PubChem: 15294091, ChemSpider: 128946740, Wikidata: Q104389781.
2. ↑  Externe Identifikatoren von bzw. Datenbank-Links zu Monascin:  CAS-Nr.: 21516-68-7, PubChem: 12118082, ChemSpider: 25043813, Wikidata: Q27156138.
3. ↑  Externe Identifikatoren von bzw. Datenbank-Links zu Monascorubin:  CAS-Nr.: 13283-90-4, PubChem: 12118084, ChemSpider: 25046481, Wikidata: Q27286726.
4. ↑  Externe Identifikatoren von bzw. Datenbank-Links zu Rubropunctain:  CAS-Nr.: 514-67-0, PubChem: 6452445, ChemSpider: 4954878, Wikidata: Q104389777.
5. ↑  Externe Identifikatoren von bzw. Datenbank-Links zu Monascorburamin:  CAS-Nr.: 3627-51-8, PubChem: 2756091, ChemSpider: 2036858, Wikidata: Q83062026.
6. ↑  Externe Identifikatoren von bzw. Datenbank-Links zu Rubropunctamin:  CAS-Nr.: 514-66-9, PubChem: 6452444, ChemSpider: 4954877, Wikidata: Q105200891.
7. ↑  Externe Identifikatoren von bzw. Datenbank-Links zu Polyketidsynthase:  CAS-Nr.: 79956-01-7, Wikidata: Q4369963.